# Houardia abdita
Houardia abdita är en insektsart som beskrevs av De Lotto 1966. Houardia abdita ingår i släktet Houardia och familjen skålsköldlöss. Inga underarter finns listade i Catalogue of Life.